# BKS
A Braskinosom, conhecida pela sigla BKS (originalmente uma abreviação de Bodham Kostiw Studios) é um estúdio de dublagem brasileiro.

## História
Em 1976, após o encerramento de atividades da AIC (Arte Industrial Cinematográfica), um dos primeiros estúdios de dublagem no Brasil, fundado em 1962, o técnico de som Bodham Kostiw comprou os estúdios da antiga empresa, assim fundando o Bodham Kostiw Studios (BKS).
A BKS tem sua matriz de estúdios de pós-produção de áudio e produção de vídeo em São Paulo, além de filiais em Miami, nos Estados Unidos, onde produz dublagens em inglês e em castelhano, e em Chennai, na Índia.

## Trabalhos

### Desenhos
- A Família Urso (1962/72)
- Andy Panda (1939/49)
- As Novas Aventuras de Jonny Quest (1986/87)
- Birdgirl (2022)
- Clube do Mickey Mouse
- Conde Von Pato: Um Quack Vampiro (2ª Dublagem) (1988)
- Gato Félix (1ª Dublagem) (1958/60)
- Inspetor Willoughby (1961/65)
- Jelly Jamm (Redublagem) (2011/14)
- Maggie e Sam (1956/57)
- Os Caça-Fantasmas (1987)
- Os Flintstones (2ª Dublagem)
- Os Jetsons (1ª Dublagem) (1962/63, 1984/87)
- Os Sustos Ocultos de Frankelda (2021)
- Pergunte aos StoryBots (1ª Temporada) (2016-presente)
- Pica-Pau (1941/79, 1984/85)
- Picolino (1953/78, 1984/85)
- Robozuna (2018-presente)
- SheZow (2012/13)
- Super-Homem (1941/43)
- Tom e Jerry (1940/80)
- Tom e Jerry (2ª Dublagem)
- Wakfu (2018)

### Animes
- Flash e Dash
- Sailor Moon R[8][9]
- Dragon Ball Z Kai[10]